# Heliconius gradatus
Heliconius gradatus är en fjärilsart som beskrevs av Gustav Weymer 1893. Heliconius gradatus ingår i släktet Heliconius och familjen praktfjärilar. Inga underarter finns listade i Catalogue of Life.